# Tompkins (Saskatchewan)
Tompkins es un pueblo canadiense situado en la provincia de Saskatchewan.

## Superficie
Tompkins tiene una superficie de 2,68 km².

## Demografía
En 2021, tenía 153 habitantes, una densidad poblacional de 57,1 hab./km², y 99 viviendas.